# Bruce Murray
Bruce Edward Murray (ur. 25 stycznia 1966 w Germantown w stanie Maryland) – były amerykański piłkarz grający na pozycji napastnika.

## Kariera klubowa
Pierwsze piłkarskie treningi Murray rozpoczął w Winston Churchill High School w Potomac. Wtedy też występował w drużynie Montgomery United Ponies. Po ukończeniu szkoły w latach 1984–1987 grał w piłkarskiej drużynie Uniwersytetu w Clemson. W 1984 wywalczył mistrzostwo ligi uniwersyteckiej, a w 1987 ponownie zdobył ten tytuł. Otrzymał wówczas Trofeum Hermanna oraz został uznany Piłkarzem Roku przez Intercollegiate Soccer Association of America (ISAA). W 1993 został wybrany do Galerii Sław Uniwersytetu w Clemson, a w 2000 do Jedenastki Wieku w piłce uniwersyteckiej.
W 1988 Murray został piłkarzem zespołu Washington Stars z ligi American Soccer League. Ze Stars zajął 3. miejsce w North Division, jednak nie awansował z nim do fazy play-off.
Zimą 1989 Murray przeszedł do szwajcarskiego FC Luzern, w którym spędził pół roku. Następnie wrócił do Stanów Zjednoczonych i został zawodnikiem Maryland Bays, grającym w nowo powstałej lidze American Professional Soccer League. Pod koniec 1991 liga została rozwiązana, a Murray podpisał kontrakt z U.S. Soccer Federation (USSF) i do 1993 grał wyłącznie w reprezentacji Stanów Zjednoczonych.
9 sierpnia 1993 Murray został piłkarzem angielskiego Millwall F.C. 6 dni później zadebiutował w Division One w meczu ze Stoke City (1:2) i w debiucie zdobył gola. W połowie sezonu został wypożyczony do Stockport County grającego w Division Two. W 1994 rozegrał jedno ligowe spotkanie w szkockim Ayr United.
W 1995 Murray ponownie grał w Stanach Zjednoczonych, w zespole Atlanta Ruckus w A-League. Pod koniec roku zakończył karierę z powodu przewlekłej kontuzji kolana.

## Kariera reprezentacyjna
W reprezentacji Stanów Zjednoczonych Murray zadebiutował 16 czerwca 1985 w przegranym 0:5 towarzyskim meczu z Anglią. W 1988 wystąpił z kadrą olimpijską na Igrzyskach Olimpijskich w Seulu. W 1990 został powołany przez selekcjonera Boba Ganslera do kadry na Mistrzostwa Świata we Włoszech. Tam był podstawowym zawodnikiem reprezentacji i rozegrał 3 spotkania: z Czechosłowacją (1:5), z Włochami (0:1) i z Austrią (1:2 i gol). W 1992 zajął ze Stanami Zjednoczonymi 3. miejsce w Pucharze Konfederacji. Od 1985 do 1993 rozegrał w kadrze narodowej 86 meczów i zdobył 21 goli.
W 1989 Murray wystąpił ze Stanami Zjednoczonymi na Mistrzostwach Świata w futsalu w Rotterdamie.